# Proceso estocástico de tiempo discreto
En teoría de la probabilidad, un proceso estocástico de tiempo discreto es un proceso estocástico en el que la variable temporal toma solo valores discretos (usualmente números naturales), estos procesos pueden aproximar procesos más complejos como los procesos estocásticos de tiempo continuo donde el tiempo admite un rango continuo (usualmente números reales). En una terminología alternativa, se pueden denominar procesos de parámetro discreto.
Una clase restringida de procesos estocásticos es aquella de tiempo discreto y espacio discreto. Las expresiones aparentemente más simples de "proceso discreto" y "proceso continuo" son ambiguas y pueden ocasionar confusión con procesos que tienen tiempo continuo pero un espacio de estados discreto.

## Ejemplos
El proceso de Bernoulli es uno de los casos más simples de proceso de tiempo discreto. Entre los muchos ejemplos de procesos de tiempo discreto pueden encontrarse los paseos aleatorios y los procesos de ramificación, para los cuales el espacio de estados puede ser continuo o discreto. Algunos ejemplos importantes de procesos de tiempo discreto y tiempo continuo son los modelos usados normalmente para el análisis de series temporales: por ejemplo, el modelo autorregresivo, la media móvil, y los modelos ARMA, ARIMA y ARCH.